# Dorfkirche Flecken Zechlin

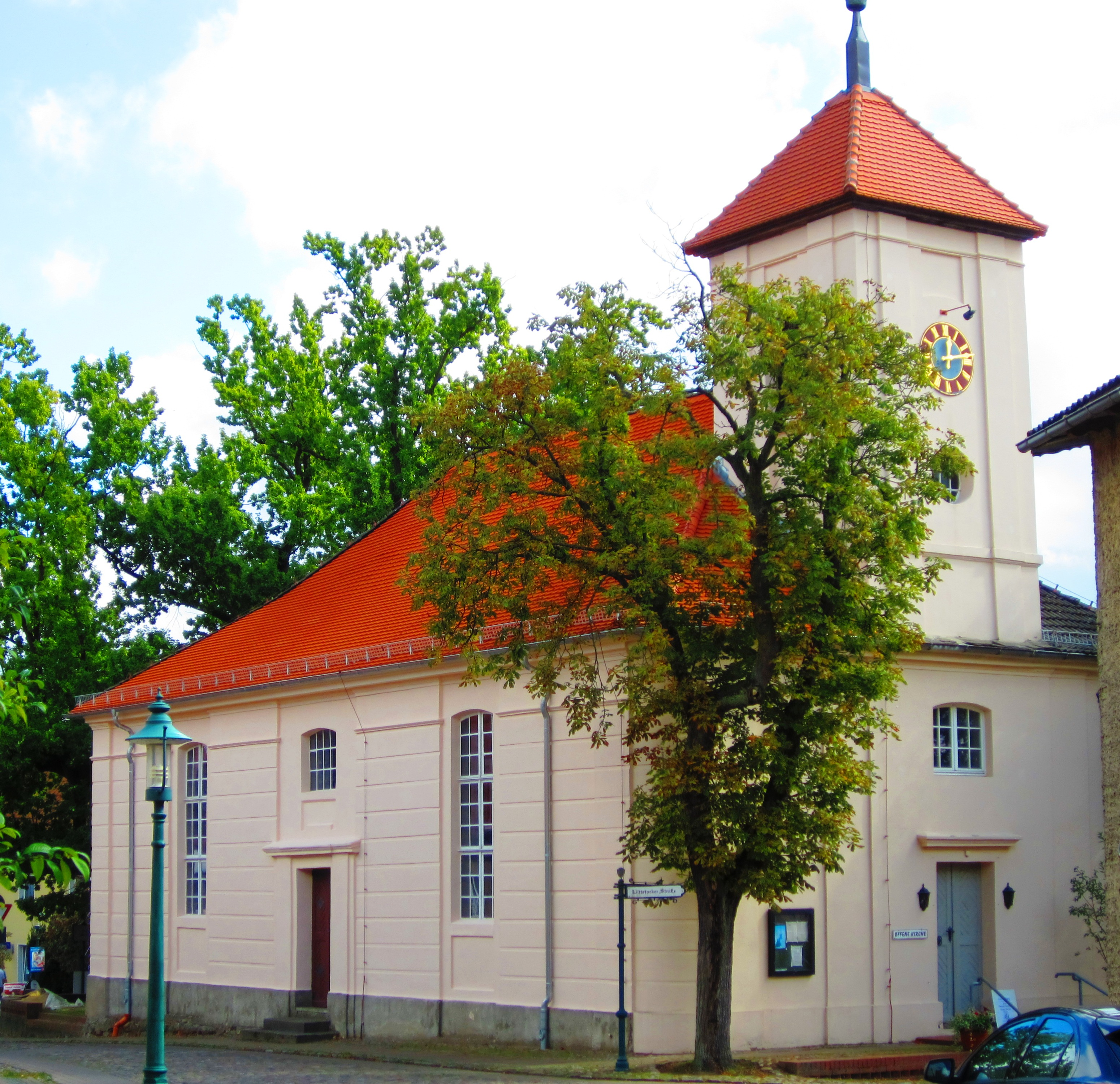
Dorfkirche Flecken Zechlin

Die evangelische, denkmalgeschützte Dorfkirche Flecken Zechlin steht in Flecken Zechlin, einem Ortsteil der Stadt Rheinsberg im Landkreis Ostprignitz-Ruppin von Brandenburg. Die Kirche gehört zum Pfarrbereich Zühlen-Zechliner Land im Kirchenkreis Wittstock-Ruppin der Evangelischen Kirche Berlin-Brandenburg-schlesische Oberlausitz.

## Beschreibung

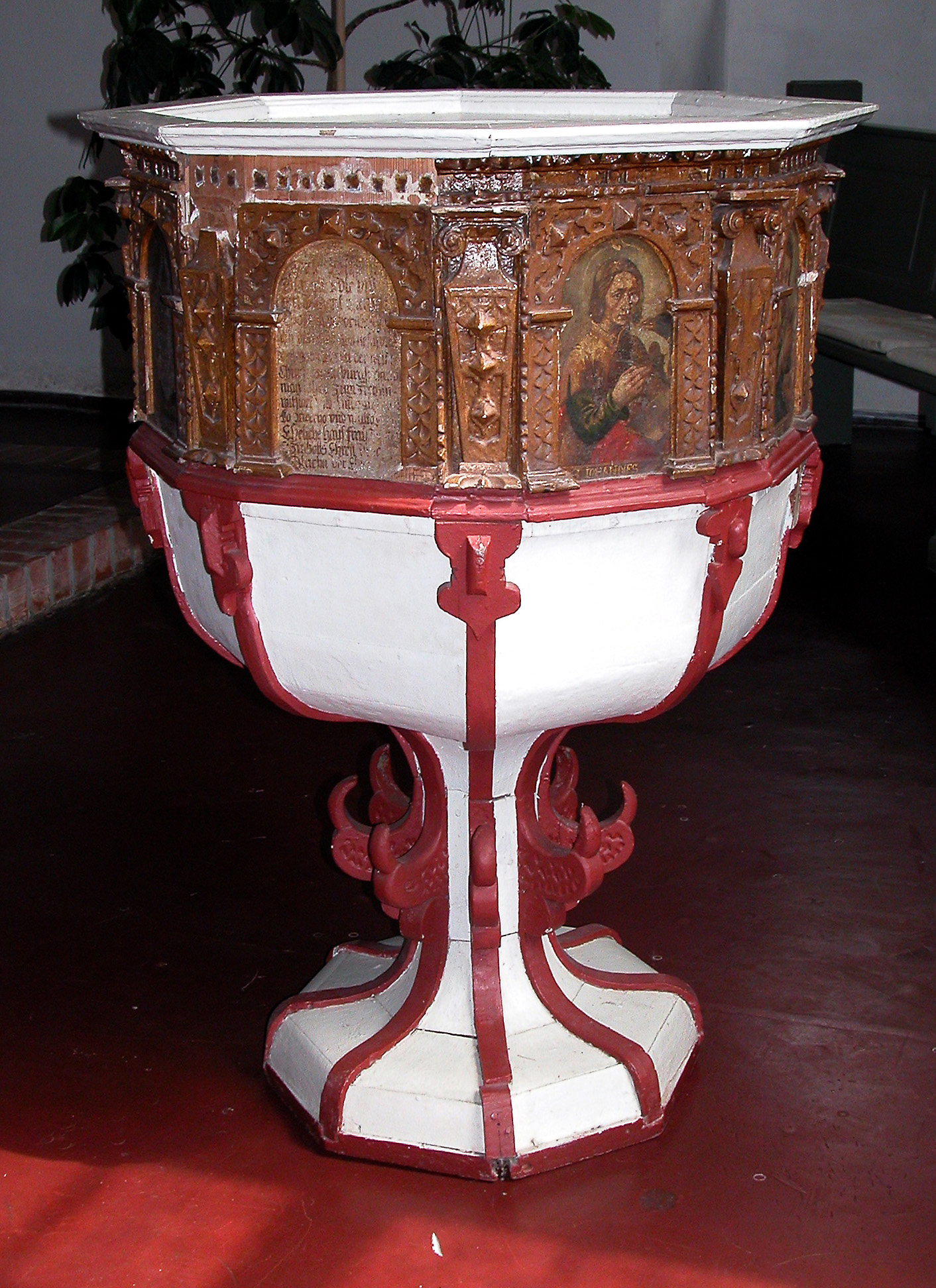
Die Spätrenaissance-Taufe

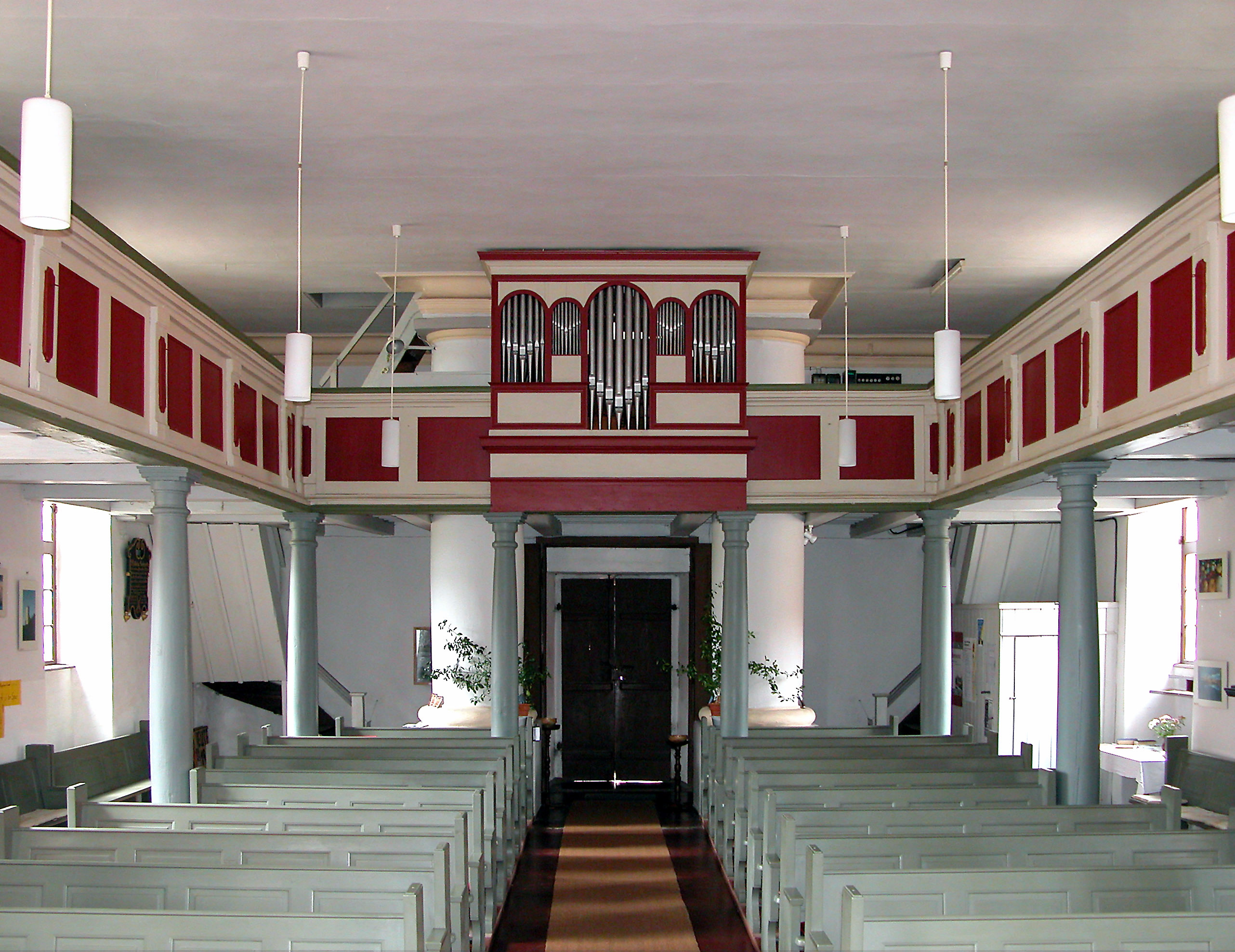
Inneres mit Blick auf toskanische Säulen und Orgel

Die verputzte Saalkirche wurde 1775 erbaut. Sie besteht aus einem Langhaus, das mit einem Walmdach bedeckt ist, aus dem sich im Westen ein Dachturm erhebt, der mit Lisenen und Gesimsen gegliedert und mit einem Pyramidendach bedeckt ist.
Der Innenraum, der Emporen an drei Seiten hat, ist mit einer Flachdecke überspannt, die von Vouten gerahmt wird. Hinter der Orgel tragen zwei mächtige toskanische Säulen die Last von Decke und Kirchturm. Die Kanzel stammt vom 1978 beseitigten Kanzelaltar. Das hölzerne achteckige Taufbecken aus der Zeit der Spätrenaissance (17. Jahrhundert) zeigt Bilder der vier Evangelisten sowie von Christus als Salvator mundi (Heiland der Welt); die drei übrigen Felder zeigen eine Inschrift sowie die Stifterwappen derer von Weide und von Schlieben.

## Orgel
Die Orgel aus dem Jahr 1903 ist das letzte Werk von Albert Hollenbach; sie hat elf Register auf einem Manual und Pedal und ersetzte ein Vorgängerinstrument von Friedrich Hermann Lütkemüller von 1847. Die 1917 als Metallspende abgegebenen Prospektpfeifen wurden später in Zink ersetzt. 1981 wurde das Instrument von der Eberswalder Orgelbauwerkstatt instand gesetzt. Die Disposition lautet:
| I Manual C–f3 |                        |     |
| 1.            | Bordun                 | 16′ |
| 2.            | Principal              | 8′  |
| 3.            | Gambe                  | 8′  |
| 4.            | Gedeckt                | 8′  |
| 5.            | Flöte                  | 8′  |
| 6.            | Aeoline                | 8′  |
| 7.            | Octave                 | 4′  |
| 8.            | Rohrflöte              | 4′  |
| 9.            | Progr. harmonica I-III |     |

| Pedal C–d1 |               |     |
| 10.        | Subbass       | 16′ |
| 11.        | Principalbass | 8′  |

- Koppeln: I/P
- Spielhilfen: 1 feste Kombination, Wechseltritte für Octave, Rohrflöte und Progressio harmonica
- Nebenregister: Calcant
- Traktur: mechanische Schleifladen